# Thomas Serrier
Pour les articles homonymes, voir Serrier.
Thomas Serrier, né le 14 avril 1971 au Mans,  est un historien franco-allemand. Il est professeur à l’Université de Lille.

## Biographie

### Famille et formation
Thomas Serrier naît dans une famille franco-allemande. Sa mère est allemande, son père, français.
Il étudie à l'École normale supérieure et obtient l'agrégation d'allemand, ainsi qu'à l’université Paris 8, à l’INALCO, à l'université libre de Berlin et à l'université Humboldt de Berlin,.

### Activités d'enseignement, de recherche et d'édition
Il enseigne d'abord à l’Institut d'études européennes de Paris 8, puis au Frankreich-Zentrum de l'université libre de Berlin, enfin à l’université européenne Viadrina de Francfort-sur-l'Oder, avant de devenir professeur d’histoire allemande contemporaine à l’université de Lille,, et chercheur à l'Institut de recherches historiques du Septentrion (IRHiS).
Ses recherches portent sur l'histoire culturelle de l'Allemagne durant l'époque contemporaine et sur l'histoire transnationale des régions aux frontières et des lieux de mémoire européens.
En 2002, il publie Entre Allemagne et Pologne. Nations et identités frontalières 1848-1914 à partir de sa thèse, soutenue en 2000.
En 2003 paraît le livre qu'il consacre à Günter Grass, Günter Grass. Tambour battant contre l'oubli, la première biographie en français. Un an après que l'écrivain allemand a reconnu avoir servi dans la Waffen-SS, à la fin de la Seconde Guerre mondiale, et scandalisé notamment le public allemand, Thomas Serrier participe aux débats à ce sujet en publiant un article dans Vingtième Siècle : Revue d'histoire.
En 2009, il fait partie des cofondateurs du Weimarer Rendez-vous mit der Geschichte, un festival sur le modèle des Rendez-vous de l'histoire de Blois, et en partenariat avec ceux-ci.
En 2011, il participe à l'exposition « Weimar hoch drei », sur les relations entre la France, l'Allemagne et la Pologne, pour les vingt ans du triangle de Weimar. Avec Andreas Bahr et Walther Fekl, il sélectionne des œuvres qui montrent le point de vue de caricaturistes d'un pays sur les deux autres pays du trio.
Entre 2011 et 2017, il participe au projet de recherche, financé par le BMBF, Phantomgrenzen in Ostmitteleuropa, sur l'impact des anciennes frontières sur les sociétés actuelles d'Europe de l'Est.
Avec Béatrice von Hirschhausen, Hannes Grandits, Claudia Kraft et Dietmar Müller, il est l'un des directeurs de la collection Phantomgrenzen im östlichen Europa chez l'éditeur Wallstein Verlag (de).
En mars 2015, Thomas Serrier et Étienne François concluent un accord d'édition avec Les Arènes pour co-diriger la rédaction de l'ouvrage Europa. Notre histoire ; celle-ci mobilise un réseau d'historiens européens, développé depuis le début des années 2000. Avec ses 149 articles écrits par 109 historiens, le livre regroupe les lieux de mémoire européens. Sorti en 2017, il atteint vite une renommée internationale. Ainsi, une journaliste de The Guardian déplore qu'il ne soit alors pas encore traduit en anglais,,.
En 2016-2017, Thomas Serrier dirige le projet The location of Europe. Shared and divided memories in a global age, soutenu par la fondation Volkswagen. Dans le même temps, Europa. Notre histoire s'apprête à être publié en allemand,.
En 2018-2019, il est fellow de l'Institut d'études avancées de Nantes. En 2019, en collaboration avec d'autres chercheurs en sciences humaines et sociales (Jeffrey Leichman, Svetla Koleva et Isaïe Dougnon), il met en scène à Nantes un spectacle dans le cadre du festival Nous autres, au théâtre Le Grand T.

### Autres
En 2020, il cofonde avec Pierre-François Raimond le Prix lycéen du livre d'histoire, prix décerné dans le cadre des Rendez-vous de l'histoire de Blois dès cette année-là ; il fait partie du comité d'organisation.
Il est membre du comité scientifique de l’Observatoire de l’enseignement de l’histoire en Europe (OHTE), un observatoire européen lié au Conseil de l'Europe.

## Publications

### Ouvrages

#### En français
- Entre Allemagne et Pologne. Nations et identités frontalières 1848-1914, Paris, Belin, coll. « Histoire et société. Europes centrales », 2002 (ISBN 2-7011-3022-0)
- Günter Grass. Tambour battant contre l'oubli, Paris, Belin, coll. « Voix allemandes », 2003 (ISBN 2-7011-2979-6)

#### En allemand
- Provinz Posen, Ostmark, Wielopolska. Ein Grenzregion zwischen Deutschen und Polen 1848-1914, Marburg, Verlag Herder-Institut, 2005
- Die Aneignung fremder Vergangenheiten in Nordosteuropa am Beispiel plurikultureller Städte (20. Jahrhundert), Lüneburg, Nordost-Institut (Nordost-Archiv 15/2006), 2007

#### En collaboration et/ou direction

##### En français
- Crystel Pinçonnat, Thomas Serrier et Régis Tettamanzi, Échos picaresques dans le roman du XXe siècle : Louis-Ferdinand Céline, "Voyage au bout de la nuit", Ralph Ellison, "Invisible man", Günter Grass, "Le Tambour", Neuilly, Atlande, coll. « Clefs concours. Littérature comparée », 2003 (ISBN 2-912232-69-4)
- Thomas Serrier et Michel Espagne, Villes baltiques. Une mémoire partagée, Paris, CNRS Éditions, 2010
- Thomas Serrier et Étienne François, Lieux de mémoire européens, Paris, La Documentation française, coll. « Documentation photographique » (no 8087), 2012
- Thomas Serrier (dir.) et Étienne François (dir.), Europa. Notre histoire, Paris, Les Arènes, 2017 (ISBN 978-2-35204-603-5)
  - Europa. Notre histoire (édition abrégée), Paris, Flamarion, coll. « Champs Flammarion », 2019 (ISBN 978-2-0814-7940-1)
  - (de) Europa. Die Gegenwart unserer Geschichte, Darmstadt, WBG, 2019
  - (en) The European Way since Homer. History, Memory, Identity, Londres, Bloomsbury, 2021
- Thomas Serrier, Michel Foucher, Étienne François et Boris Grésillon, Regards sur l’Europe, Paris, La Documentation française, coll. « Doc en poche », 2019

##### En allemand
- Thomas Serrier, Peter Oliver Loew et Christian Pletzing, Wiedergewonnene Geschichte. Zur Aneignung von Vergangenheit in den Zwischenräumen Mitteleuropas, Wiesbaden, Harrassowitz, 2006
- Thomas Serrier, Béatrice von Hirschhausen, Hannes Grandits, Claudia Kraft et Dietmar Müller, Phantomgrenzen in Ostmitteleuropa. Räume und Akteure in der Zeit neu denken [« Frontières fantômes en Europe centrale. Repenser les espaces et les acteurs dans le temps »], Göttingen, Wallstein, 2015
- Thomas Serrier, Rita Aldenhoff-Hübinger et Catherine Gousseff, Europa vertikal. Zur Ost-West-Gliederung im 19.-20. Jahrhundert, Göttingen, Wallstein Verlag, 2016

### Articles
- « Des choses cachées depuis la fondation de l’Allemagne d’après-guerre. Réflexions sur Günter Grass et la Waffen-S.S », Le Débat,‎ mars-avril 2007
- « Günter Grass et la Waffen-SS : la mémoire maudite d’un prix Nobel allemand », Vingtième Siècle. Revue d’histoire,‎ avril-juin 2007 (lire en ligne)
- Thomas Serrier et Étienne François, « Mémoires européennes. Nouvelles enquêtes », histoire@politique n°37,‎ janvier-avril 2019 (lire en ligne)
- Thomas Serrier et Valérie Rosoux, « Les mémoires partagées de l’Europe », AOC Analyse Opinion Critique,‎ 17 avril 2019 (lire en ligne)
- Thomas Serrier, Béatrice von Hirschhausen, Hannes Grandits, Claudia Kraft et Dietmar Müller, « Phantom Borders in Eastern Europe: A New Concept for Regional Research », Slavic Review,‎ été 2019 (lire en ligne)